# Tourismus in Montenegro

Logo der nationalen Tourismusorganisation in Montenegro

Der Tourismus in Montenegro ist eine der wichtigsten Einnahmequellen des Landes.
Das Land gilt als eines der am schnellsten wachsenden touristischen Reiseziele. Im Jahr 2012 besuchten 1,44 Millionen Touristen Montenegro, die 9,15 Millionen Übernachtungen generierten (dies entspricht einer Steigerung von 5 Prozent im Vergleich zum Vorjahr). Hierdurch wurden (im Jahr 2009) ca. 569 Millionen Euro Einnahmen aus dem Fremdenverkehr erzielt (Steigerung von 18,5 Prozent im Vergleich zu 2007). Während vor dem Jugoslawienkrieg die Reisegäste auch verstärkt aus dem deutschsprachigen Raum hierher kamen, sind es heutzutage hauptsächlich Gäste aus Osteuropa (vor allem aus Russland) sowie aus dem benachbarten Serbien und Bosnien und Herzegowina (siehe unten). Im Jahr 2022 besuchten 2,18 Millionen Touristen das Land, die insgesamt 12,43 Millionen Übernachtungen tätigten. Die meisten Touristen kamen aus Serbien, Russland, Bosnien und Herzegowina und Deutschland. 2024 stieg die Zahl der Touristen auf 2,6 Millionen und die der Übernachtungen auf 15,59 Millionen. 
Die nationale Tourismusorganisation, die nahezu weltweit Tourismusvermarktung für das Land betreibt, ist die staatliche Institution Turistička organizacija Montenegro mit Sitz in Podgorica.
Das Land kann ganzjährig Tourismusdestinationen und -Aktivitäten anbieten. Der Tourismus-Masterplan bis 2020 ist ein nationales Entwicklungsprogramm für einen nachhaltigen Naturtourismus mit neuen Infrastrukturen und Dienstleistungen, insbesondere in den Bereichen Wandern und Radfahren. Die Realisierung eines ersten Dreijahresprogrammes wurde 2007 gestartet. 2011 wurde das Projekt „Wilderness Hiking & Biking“ vom Deutschen Reiseverband mit dem EcoTrophea international ausgezeichnet. Im Folgejahr befand sich ein weiteres Projekt aus Montenegro unter den Top 5 für die EcoTrophea 2012. Die Unterkünfte „Ferienwohnungen Utjeha.me“ im gleichnamigen Ferienort Utjeha in der Gemeinde Bar. Der Beherbergungsbetrieb wurde als erste Unterkunft in Montenegro mit dem Europäischen Umweltzeichen EU-Ecolabel ausgezeichnet und nimmt damit die Vorreiter- und Vorbildfunktion für nachhaltige Unterkünfte in Montenegro ein.
2010 wurde das Tourismusministerium vom World Travel and Tourism Council mit zwei anderen Preisträgern in der Kategorie „Destination Stewardship“ ausgezeichnet.
Das größte Problem des montenegrinischen Tourismus sind noch unzureichende Flugverbindungen von den wichtigsten Quellmärkten. Die beiden internationalen Zielflughäfen sind jene von Tivat und Podgorica. Mit der montenegrinischen Eisenbahn kommt man seit 2011 nicht nur von der Küste (Bar) über die Hauptstadt (Podgorica) bis in den Norden (Kolasin, Bijelo Polje), sondern auch nach Niksic in der westlichen Richtung.

## Reiseziele

### Nördliche Küstenregion
Die montenegrinische Adriaküste ist insgesamt 295 km lang, wovon 72 km Strände sind, und kann einige alte, gut erhaltene Städte vorweisen. Die wichtigsten Sehenswürdigkeiten entlang der Nordküste sind:
- die Altstadt von Herceg Novi,
- die Altstadt von Kotor (UNESCO-Welterbestätte),
- die Bucht von Kotor, mit dem alten Städtchen Perast,
- Porto Montenegro, eine Luxusyacht-Marina in Tivat,
- die gut erhaltene Altstadt von Budva,
- Sveti Stefan, ein Inseldörfchen, das sich in den 1950er Jahren in ein Luxus-Hotel verwandelte,
- die Stadt Petrovac in der Nähe Budva.

### Südliche Küstenregion
Die südliche Küstenregion Montenegro gilt als eine der großen „Neuentdeckungen“ für den internationalen Tourismus. Im Januar 2010 verkündete die New York Times, dass die südliche Küste um Ulcinj einschließlich Velika Plaža, Ada Bojana und dem Hotel Mediteran Ulcinj zu den „Top 31 Places to Go in 2010“, als Teil einer weltweiten Rangliste der Tourismusdestinationen, gehöre.
Die südliche Küstenregion ist u. a. beliebt auf Grund ihrer kilometerlangen Sandstrände (Blaue Flagge), den Öko-Adventure-Aktivitäten, alter Festungsstädte und ihres pulsierenden Nachtlebens. Die hauptsächlichen Ziele sind:
- die Altstadt von Ulcinj mit ihren markanten Zinnen und Zyklopenmauern, ihrem pulsierenden Nachtleben, der Küstenpromenade sowie dem längsten unberührten Strand Montenegros (13 km), der Velika Plaža,
- die Altstadt von Bar (Stari Bar) als „lebendiges Museum“,
- die Insel Ada Bojana im äußersten Süden Montenegros mit ihren berühmten Flussrestaurants, die täglich frische Meeresfrüchte aus den angrenzenden Gewässern servieren (16 km südlich von Ulcinj),
- der Kiesstrand und die massiven Olivenhaine von Valdanos (bei Ulcinj),
- der Strand, die Seehöhlen und die Kiefernharzluft am „Ladies Beach“, der seit Generationen bei Einheimischen bekannt ist für Kuren gegen Unfruchtbarkeit und andere Beschwerden,
- der einzige montenegrinische Tiefwasserhafen und Handelshafen in Bar,
- der Strand und die Bucht von Utjeha „Uvala Maslina“ (Olivenbucht), die südlichste Bucht der Gemeinde Bar (Blaue Flagge),
- der Skadarsee als größter See des Balkans und zudem Naturschutzgebiet, der einer der größten Nistplätze für Zugvögel auf dem europäischen Kontinent (u. a. Pelikane) ist,
- Strände, Burgen, Inseln und Dörfer am Skutarisee.

### Zentrale Region
Obwohl es das am dichtesten besiedelte Gebiet Montenegros ist, hat die zentrale Region weniger touristische Attraktionen. Bemerkenswert sind:
- das Kloster Ostrog, ein berühmter Wallfahrtsort,
- archäologische Überreste von Duklja (Doclea) aus der römischen Zeit (am Stadtrand von Podgorica),
- Cetinje, die historische Hauptstadt von Montenegro,
- die Lipa Höhle[4] in der Nähe von Cetinje,
- der Berg Lovćen im gleichnamigen Nationalpark sowie das Mausoleum von Petar II. Petrović-Njegoš, das eine weite Panorama-Aussicht auf die umliegende Landschaft sowie auf die Bucht von Kotor und das Mittelmeer bietet.

### Nördliches Bergland
Die nördliche Region ist das Zentrum des montenegrinischen Bergtourismus. Hier befinden sich Skigebiete und es ist für seine Landschaft beliebt. Der gesamte Bereich des Durmitor-Massivs und der Canyon der Tara sind als Bestandteil geschützter Nationalparks auch Stätten des UNESCO-Welterbes.
Reiseziele im Norden sind:
- die Stadt Žabljak im Durmitor-Gebirge, dem beliebtesten Reiseziel abseits der montenegrinischen Küste. Der Nationalpark gehört zum UNESCO-Weltnaturerbe.
- die Tara-Schlucht im Nationalpark Durmitor, der tiefste Canyon Europas und nach dem Grand Canyon die zweittiefste Schlucht der Welt. Der Fluss ist ein beliebtes Ziel für Rafting.
- der Nationalpark Biogradska Gora mit dem weitestgehend unberührten Urwald (mit dem Biogradsko jezero) und ausgedehnten Wander- und Mountainbikestrecken.
- die Stadt Kolašin, ein weiteres beliebtes Ausflugsziel in der Nähe des Biogradska-Gora-Nationalparks, mit dem Skiresort „Kolasin 1450“ am Bjelasica-Gebirge.
- die Stadt Plužine, am Ufer des Piva-Sees gelegen, mit vielfältigen Angeboten für Naturliebhaber.
- Die Stadt Plav, Ausgangsort zum jüngsten Nationalpark Prokletije.

## Touristische Ankünfte und Übernachtungen (nach Kommunen bzw. Herkunftsland)
90,4 Prozent aller Touristen verbrachten 2012 ihren Urlaub in einer der sechs Küstengemeinden. Dies waren sogar 96,8 Prozent aller Übernachtungen. Dabei lag die durchschnittliche Übernachtungsdauer 2012 an der Küste bei ca. sieben Nächten, in den anderen Regionen hingegen bei nur zwei bis drei Übernachtungen. Eine Ausnahme bildete 2011 die alte historische Hauptstadt Cetinje, die auf ca. fünf Nächte kam. Spitzenreiter war die Gemeinde Tivat, die 2012 auf knapp neun Übernachtungen kam.
| Touristische Region | Gemeinde     | Ankünfte 2011 | Ankünfte 2012 | Veränderung 2011/12 | Übernachtungen 2011 | Übernachtungen 2012 | Veränderung 2011/12 |
| ------------------- | ------------ | ------------- | ------------- | ------------------- | ------------------- | ------------------- | ------------------- |
| Küste               | Budva        | 637.578       | 691.654       | +8,48 %             | 3.924.523           | 4.198.773           | +6,99 %             |
| Küste               | Herceg Novi  | 243.568       | 229.063       | −5,96 %             | 1.915.346           | 1.815.222           | −5,23 %             |
| Küste               | Bar          | 144.680       | 155.770       | +7,67 %             | 1.130.387           | 1.219.902           | +7,92 %             |
| Küste               | Ulcinj       | 120.548       | 124.562       | +3,33 %             | 878.305             | 920.877             | +4,85 %             |
| Küste               | Tivat        | 47.116        | 44.045        | −6,52 %             | 359.278             | 389.726             | +8,47 %             |
| Küste               | Kotor        | 51.850        | 56.051        | +8,10 %             | 286.116             | 304.065             | +6,27 %             |
| Hauptstadt          | Podgorica    | 53.480        | 52.889        | −1,11 %             | 103.636             | 104.728             | +1,05 %             |
| Gebirge             | Žabljak      | 22.486        | 25.100        | +11,63 %            | 53.285              | 57.123              | +7,20 %             |
| Gebirge             | Kolašin      | 20.209        | 21.702        | +7,39 %             | 40.539              | 47.103              | +16,19 %            |
| Sonstige            | Cetinje      | 4.257         | 10.937        | +156,92 %           | 22.537              | 34.466              | +52,93 %            |
| Sonstige            | Nikšić       | 7.854         | 8.139         | +3,63 %             | 16.926              | 20.647              | +21,98 %            |
| Sonstige            | Bijelo Polje | 3.874         | 3.378         | −3,48 %             | 13.378              | 9.444               | −29,41 %            |
| Sonstige            | Pljevlja     | 4.411         | 3.208         | −27,27 %            | 10.160              | 6.715               | −33,91 %            |
| Gebirge             | Rožaje       | 1.630         | 1.643         | +0,80 %             | 5.001               | 5.403               | +8,04 %             |
| Sonstige            | Mojkovac     | 2.393         | 2.803         | +17,13 %            | 3.039               | 3.982               | +31,03 %            |
| Sonstige            | Danilovgrad  | 903           | 1.927         | +113,40 %           | 1.825               | 3.961               | +117,04 %           |
| Gebirge             | Plužine      | 2.438         | 1.913         | −21,53 %            | 3.148               | 3.465               | +10,07 %            |
| Sonstige            | Berane       | 1.758         | 2.210         | +25,71 %            | 2.209               | 2.917               | +32,05 %            |
| Gebirge             | Plav         | 1.609         | 1.649         | +2,49 %             | 4.366               | 2.122               | −51,40 %            |
| Gebirge             | Andrijevica  | 806           | 496           | −38,46 %            | 1.118               | 595                 | −46,78 %            |
| Gebirge             | Šavnik       | 6             | –             | –                   | 49                  | –                   | –                   |
| Montenegro          | Insgesamt    | 1.373.454     | 1.439.500     | +4,81 %             | 8.775.171           | 9.151.236           | +4,29 %             |

Die durchschnittliche Übernachtungsdauer war 2012 bei allen Nationalitäten ähnlich und lag bei 5 bis 7 Nächten. Lediglich die Italiener kamen, wie schon im Vorjahr, nur auf 4,2 Übernachtungen, während die Russen mit 8,2 Übernachtungen (2011: 7,3) am längsten blieben.
| Herkunft                | Ankünfte 2011 | Ankünfte 2012 | Veränderung 2011/12 | Übernachtungen 2011 | Übernachtungen 2012 | Veränderung 2011/12 |
| ----------------------- | ------------- | ------------- | ------------------- | ------------------- | ------------------- | ------------------- |
| Serbien                 | 301.094       | 337.245       | +12,01 %            | 2.165.529           | 2.353.370           | +8,67 %             |
| Russland                | 243.647       | 244.924       | +0,52 %             | 1.988.533           | 1.791.616           | −10,99 %            |
| Bosnien und Herzegowina | 95.271        | 97.497        | +2,28 %             | 679.317             | 750.341             | +9,47 %             |
| Polen                   | 39.131        | 39.544        | +1,04 %             | 196.888             | 214.927             | +8,39 %             |
| Deutschland             | 32.648        | 33.427        | +2,33 %             | 184.984             | 182.724             | −1,24 %             |
| Tschechien              | 26.847        | 24.702        | −8,68 %             | 174.634             | 171.107             | −2,06 %             |
| Frankreich              | 33.122        | 28.336        | −16,89 %            | 167.215             | 152.395             | −9,72 %             |
| Albanien                | 27.428        | 27.388        | −0,15 %             | 159.811             | 162.323             | +1,55 %             |
| Nordmazedonien          | 24.564        | 22.605        | −8,67 %             | 158.469             | 144.084             | −9,98 %             |
| Italien                 | 36.113        | 34.403        | −4,97 %             | 151.366             | 143.938             | −5,16 %             |
| Rumänien                | 23.108        | 22.923        | −0,81 %             | 118.313             | 142.281             | +16,85 %            |
| Vereinigtes Königreich  | 19.369        | 23.904        | +18,97 %            | 102.229             | 139.546             | +26,74 %            |
| Sonstiges Ausland       | 325.670       | 300.352       | +8,43 %             | 1.707.878           | 1.657.992           | +3,01 %             |
| Ausland insgesamt       | 1.264.163     | 1.201.099     | +5,25 %             | 8.143.007           | 7.818.803           | +4,15 %             |
| Montenegro              | 175.337       | 172.355       | −1,73 %             | 1.008.229           | 956.368             | −5,42 %             |
| Insgesamt               | 1.373.454     | 1.439.500     | +4,81 %             | 8.775.171           | 9.151.236           | +4,29 %             |

Quelle: Statistical office of Montenegro

## Bilder

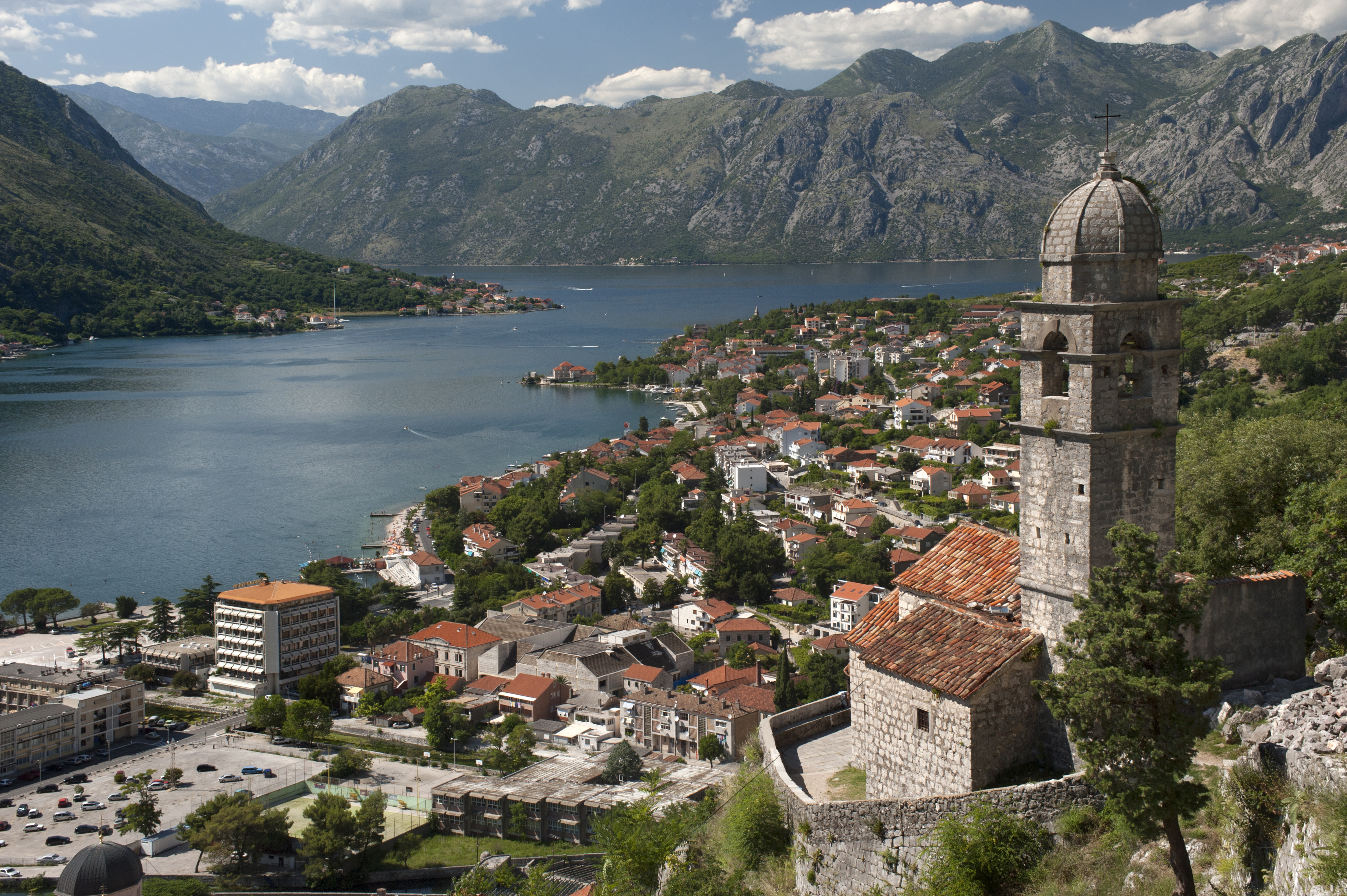
Bucht von Kotor
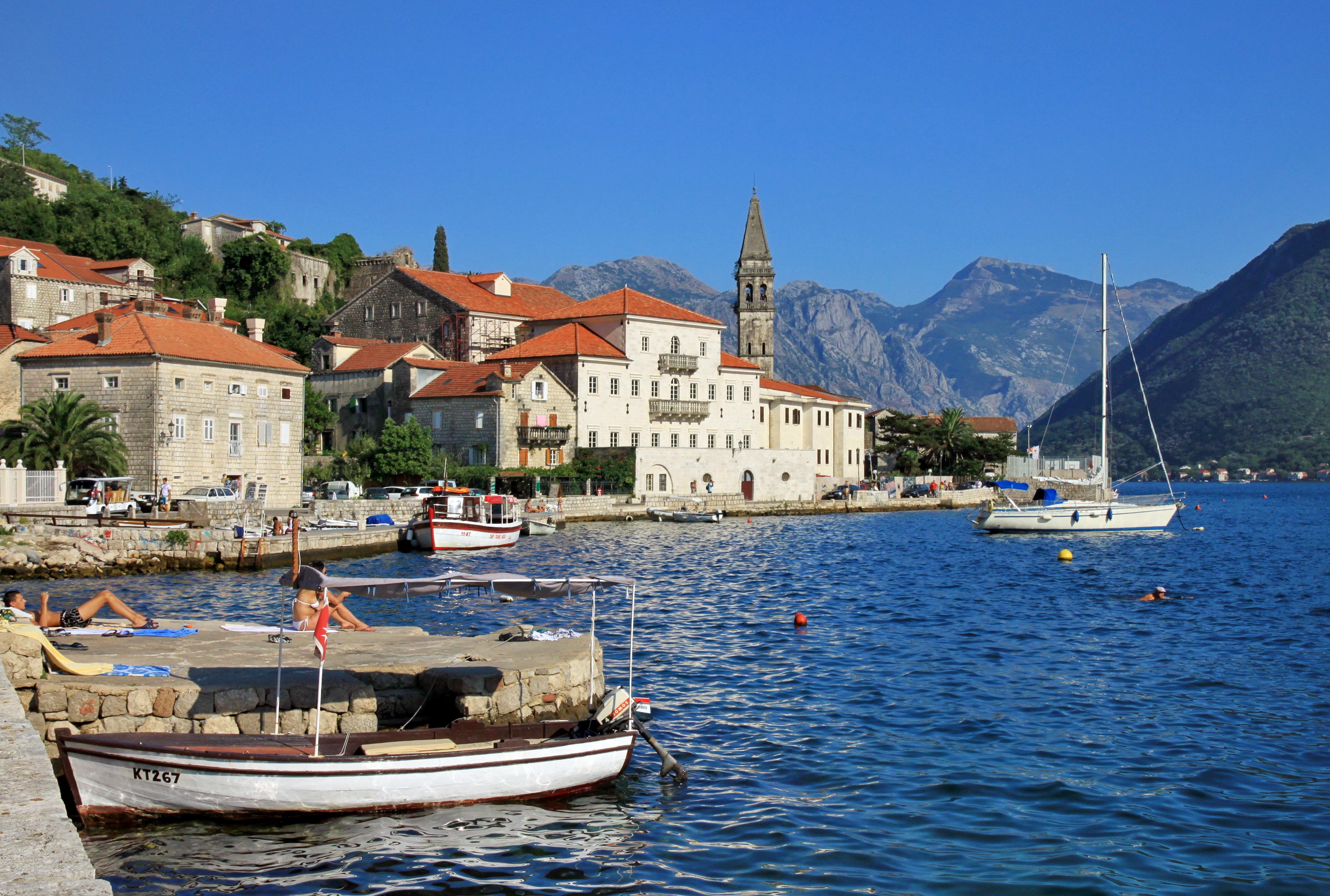
Perast
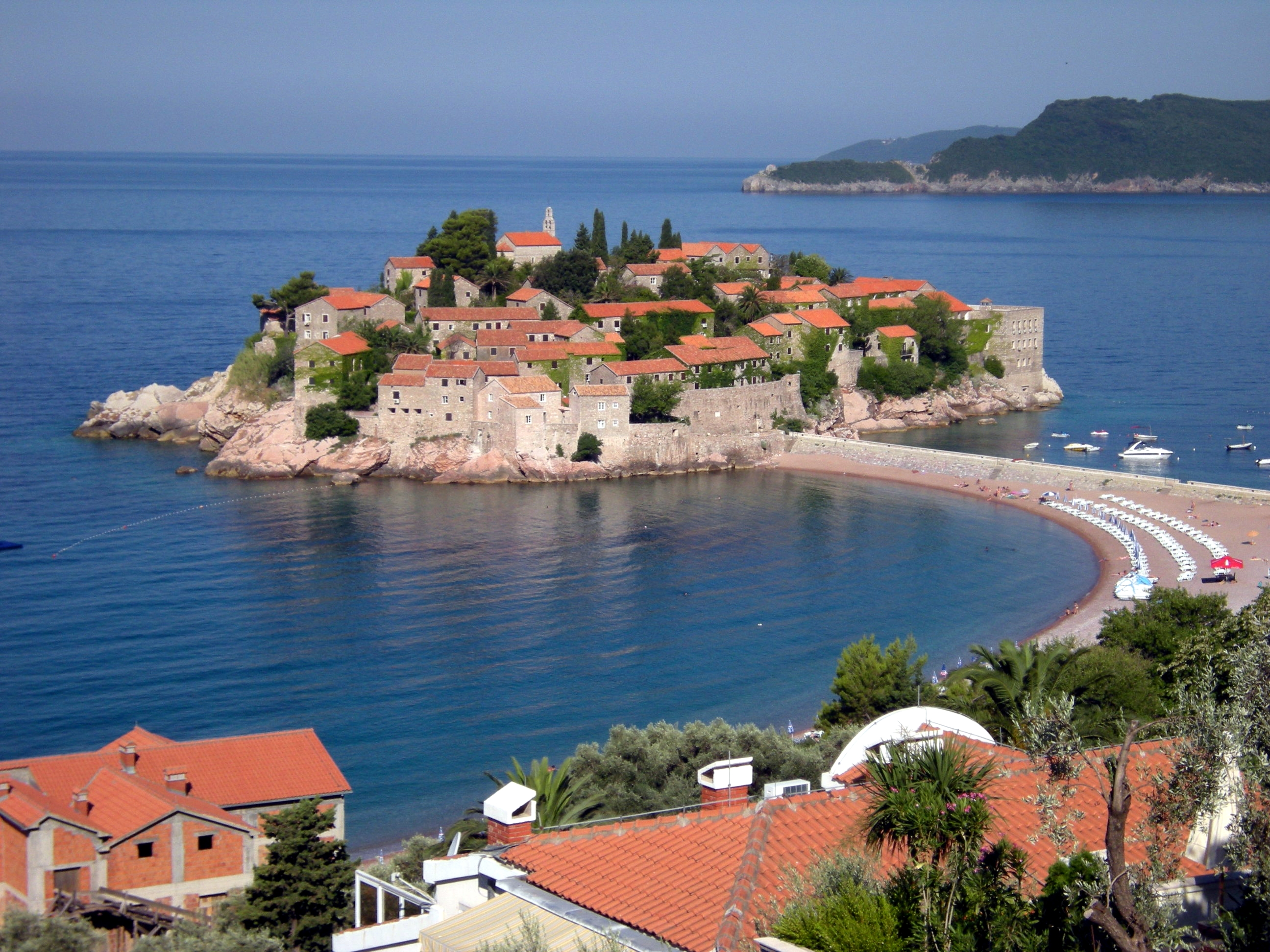
Sveti Stefan
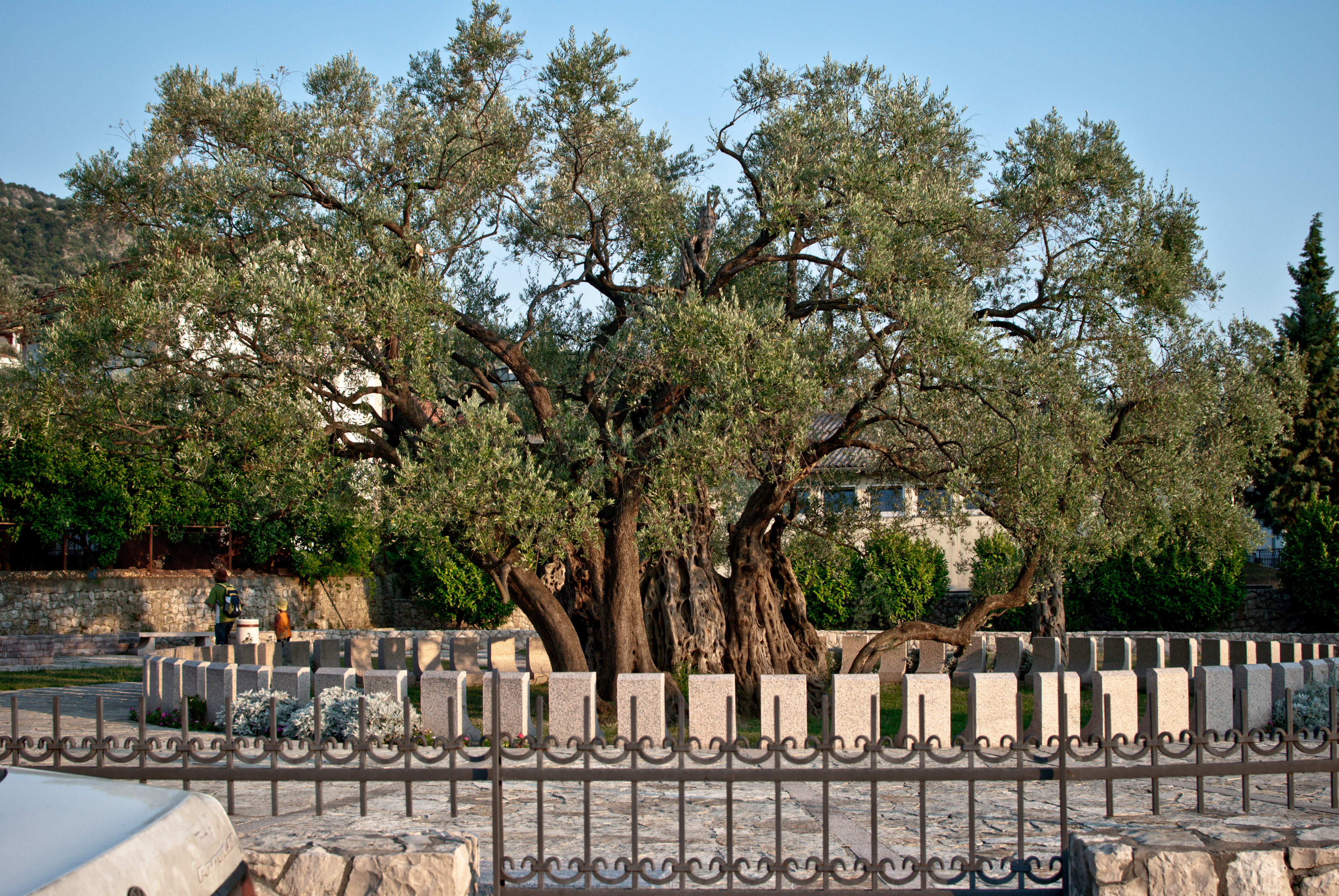
Über 2000 Jahre alter Olivenbaum in Bar
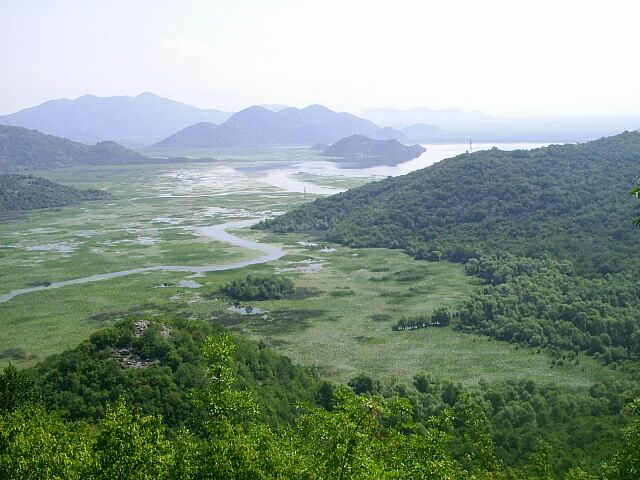
Ausläufer des Skutarisees
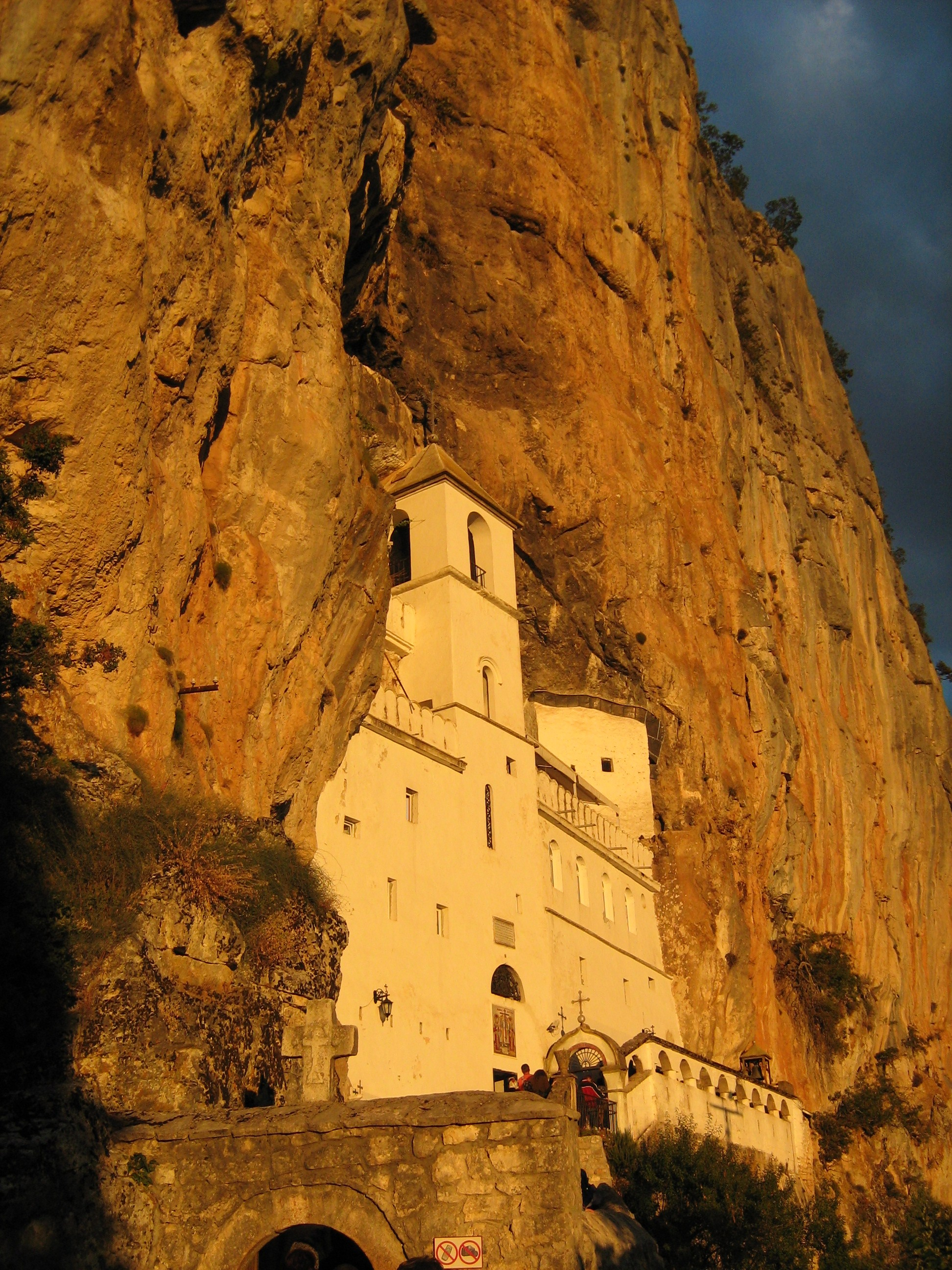
Kloster Ostrog
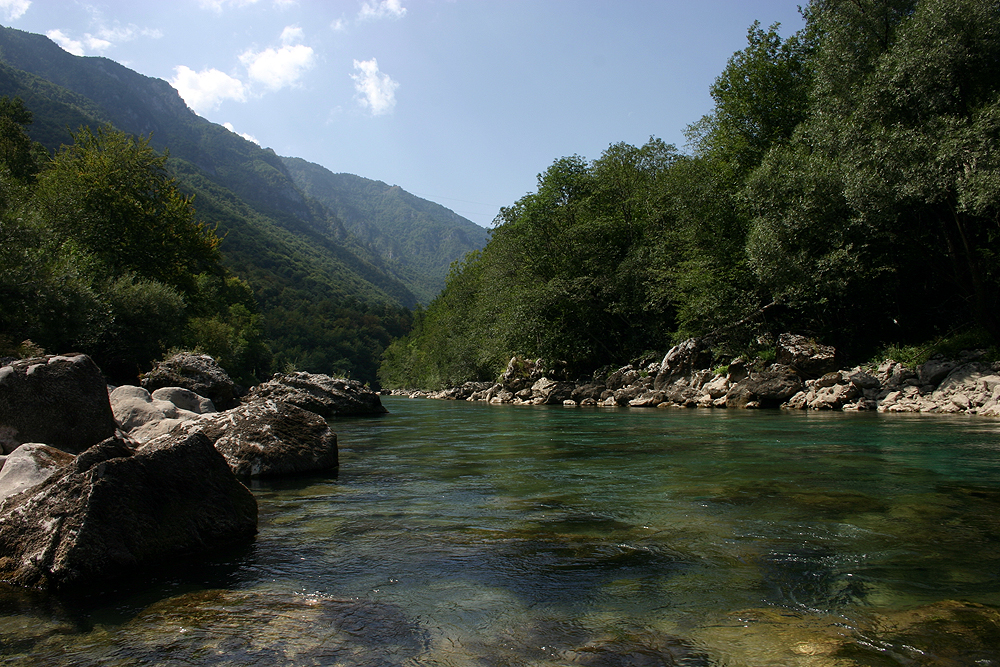
Fluss Tara
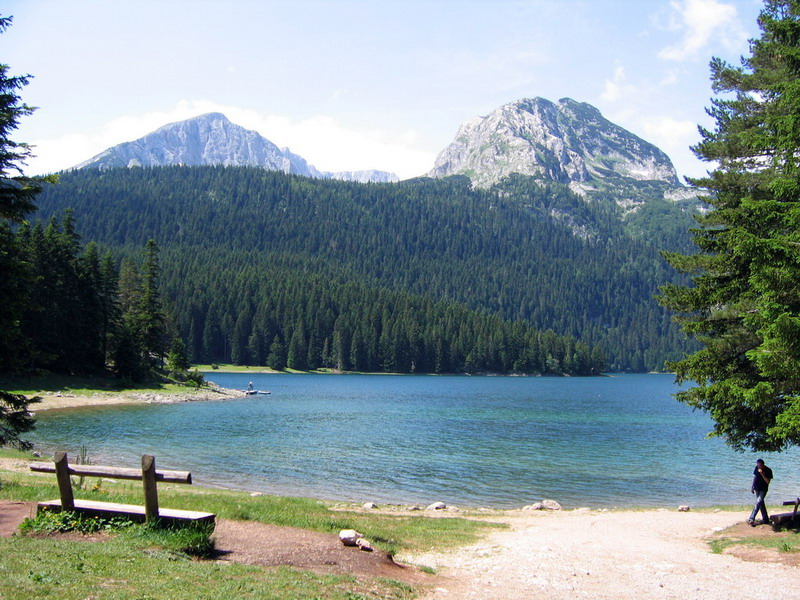
Der Crno jezero im Durmitor-Gebirge
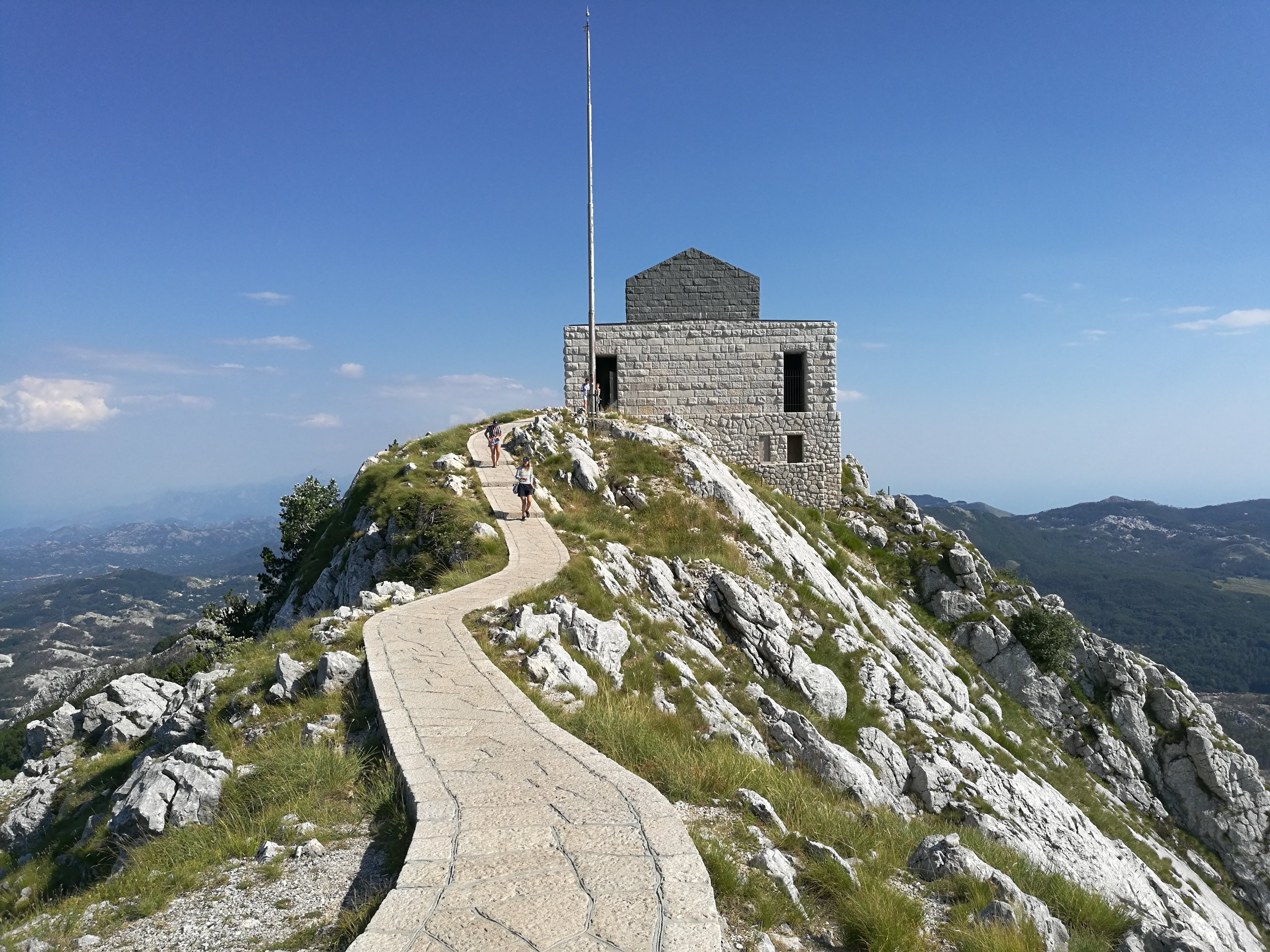
Njegoš-Mausoleum